# Spodiopogon yuexiensis
Spodiopogon yuexiensis är en gräsart som beskrevs av S.L.Zhong. Spodiopogon yuexiensis ingår i släktet Spodiopogon och familjen gräs. Inga underarter finns listade i Catalogue of Life.